# Квасница, Олег Михайлович
Олег Михайлович Квасница (укр. Олег Михайлович Квасниця, родился 3 марта 1980 года в Хмельницком) — украинский регбист, выступавший на позиции винга, действующий главный тренер клуба по регби-15 «Подолье» и клуба «Эволюшн 7» по регби-7. Мастер спорта Украины международного класса.

## Игровая карьера
В 2001—2009 годах выступал за команду «Оболонь-Университет» города Хмельницкий. Играл за сборные Украины по регби-15 и регби-7: в частности, с 2003 по 2009 годы вызывался в национальные сборные.
26 февраля 2005 года в Тбилиси провёл дебютную игру за регбийную сборную Украины против Грузии, 19 апреля 2008 года сыграл свой последний матч за сборную Украины против Германии в Ганновере. Всего сыграл 9 матчей, очков не набрал.
В 2008 году участвовал в чемпионате Европы по регби-7 в Ганновере. Сборная Украины заняла на турнире всего лишь 8-е место, однако Квасница получил от организаторов турнира приз лучшего игрока, разделив его также с поляком Мариушом Мотылем и Педру Леалом: Квасница на турнире занёс 7 попыток (по 6 занесли Педру Леал, грузин Мераб Квирикашвили и испанец Хуан Кано).

## Тренерская карьера
С 2010 года тренирует команду «Подолье» (она же бывший «Оболонь-Университет»). В 2011 году входил в тренерский штаб сборной Украины по регби не старше 20 лет на матчах чемпионата Европы в Польше, а также как второй тренер входил в штаб команды на матчах чемпионата Европы в Салониках. Совмещает тренерскую работу с постом старшего преподавателя кафедры физического воспитания Хмельницкого национального университета: в 2012 году опубликовал результаты исследования показателей соревновательной деятельности украинских регбистов, сравнив их с показателями противников на чемпионате Европы.
В 2013 году Квасница тренировал украинскую сборную до 19 лет на чемпионате Европы по регби-7 в Пальме-де-Майорке, которая заняла последнее место из 12 участников. В 2016 году входил в тренерский штаб сборной Украины во время учебно-тренировочного сбора во Львове.
В 2021 году судил финальный матч турнира Всеукраинской универсиады по регби-7 между командами Одесской и Хмельницкой областей.